# Summitville (Ohio)
Summitville és una població dels Estats Units a l'estat d'Ohio. Segons el cens del 2000 tenia 108 habitants.

## Demografia
Segons el cens del 2000, Summitville tenia 108 habitants, 45 habitatges, i 31 famílies. La densitat de població era de 44,8 habitants/km².
Dels 45 habitatges en un 28,9% hi vivien nens de menys de 18 anys, en un 57,8% hi vivien parelles casades, en un 13,3% dones solteres, i en un 28,9% no eren unitats familiars. En el 26,7% dels habitatges hi vivien persones soles el 15,6% de les quals corresponia a persones de 65 anys o més que vivien soles. El nombre mitjà de persones vivint en cada habitatge era de 2,4 i el nombre mitjà de persones que vivien en cada família era de 2,94.
Per edats la població es repartia de la següent manera: un 26,9% tenia menys de 18 anys, un 5,6% entre 18 i 24, un 25,9% entre 25 i 44, un 28,7% de 45 a 60 i un 13% 65 anys o més.
L'edat mediana era de 40 anys. Per cada 100 dones de 18 o més anys hi havia 68,1 homes.
La renda mediana per habitatge era de 26.250 $ i la renda mediana per família de 38.750 $. Els homes tenien una renda mediana de 31.250 $ mentre que les dones 17.143 $. La renda per capita de la població era de 17.236 $. Aproximadament el 13,3% de les famílies i el 15,7% de la població estaven per davall del llindar de pobresa.

## Poblacions més properes
El següent diagrama mostra les poblacions més properes.